# Porsche Tennis Grand Prix 2015
Porsche Tennis Grand Prix 2015 byl tenisový turnaj ženského profesionálního okruhu WTA Tour, hraný v hale Porsche-Arena na krytých antukových dvorcích. Konal se mezi 20. a 26. dubnem 2015 v německém Stuttgartu jako 38. ročník turnaje.
Rozpočet turnaje činil 731 000 dolarů. V rámci WTA Tour se řadil do kategorie WTA Premier Tournaments. Byl to jediný ženský turnaj v sezóně 2015, který se hrál na krytých antukových dvorcích.
Nejvýše nasazenou hráčkou ve dvouhře se stala ruská světová a trojnásobná obhájkyně Maria Šarapovová, kterou vyřadila vítězka Angelique Kerberová z Německa. Deblovou část opanovala americko-česká dvojice Bethanie Matteková-Sandsová a Lucie Šafářová.

## Distribuce bodů a finančních odměn

### Distribuce bodů
| Soutěž  | vítězky | finalistky | semifinalistky | čtvrtfinalistky | 16 v kole | 32 v kole | Q  | Q3 | Q2 | Q1 |
| ------- | ------- | ---------- | -------------- | --------------- | --------- | --------- | -- | -- | -- | -- |
| dvouhra | 470     | 305        | 185            | 100             | 55        | 1         | 25 | 18 | 13 | 1  |
| čtyřhra | 470     | 305        | 185            | 100             | 1         | —         | —  | —  | —  | —  |

### Finanční odměny
| Soutěž                                | vítězky  | finalistky | semifinalistky | čtvrtfinalistky | 16 v kole | 32 v kole | Q3     | Q2     | Q1   |
| ------------------------------------- | -------- | ---------- | -------------- | --------------- | --------- | --------- | ------ | ------ | ---- |
| dvouhra                               | $124 000 | $66 000    | $35 455        | $19 050         | $10 220   | $5 580    | $2 920 | $1 555 | $860 |
| čtyřhra                               | $39 000  | $20 650    | $11 360        | $5 875          | $3 140    | —         | —      | —      | —    |
| částky ve čtyřhře jsou uváděny na pár |          |            |                |                 |           |           |        |        |      |

## Ženská dvouhra

### Nasazení
| Stát                          | Hráčka                    | WTA | Nasazení |
| ----------------------------- | ------------------------- | --- | -------- |
| Rusko                         | Maria Šarapovová          | 2.  | 1.       |
| Rumunsko                      | Simona Halepová           | 3.  | 2.       |
| Česko                         | Petra Kvitová             | 4.  | 3.       |
| Dánsko                        | Caroline Wozniacká        | 5.  | 4.       |
| Srbsko                        | Ana Ivanovićová           | 6.  | 5.       |
| Rusko                         | Jekatěrina Makarovová     | 8.  | 6.       |
| Polsko                        | Agnieszka Radwańská       | 9.  | 7.       |
| Španělsko                     | Carla Suárezová Navarrová | 10. | 8.       |
| Žebříček WTA k 13. dubnu 2015 |                           |     |          |

### Jiné formy účasti
Následující hráčky obdržely divokou kartu do hlavní soutěže:
- Julia Görgesová
- Carina Witthöftová

Následující hráčky postoupily z kvalifikace:
- Kateryna Bondarenková
- Petra Martićová
- Bethanie Matteková-Sandsová
- Jevgenija Rodinová
  -  Alberta Briantiová – jako šťastná poražená
  -  Alexa Glatchová – jako šťastná poražená
  -  Marina Melnikovová – jako šťastná poražená

### Odhlášení
před zahájením turnaje
- Eugenie Bouchardová → nahradila ji Madison Brengleová
- Jelena Jankovićová (poranění pravé nohy) → nahradila ji Alexa Glatchová
- Světlana Kuzněcovová (poranění levého přitahoviče) → nahradila ji Alberta Briantiová
- Pcheng Šuaj → nahradila ji Zarina Dijasová
- Andrea Petkovicová (poranění levého stehna) → nahradila ji Marina Melnikovová

## Ženská čtyřhra

### Nasazení
| Stát                                                                      | Hráčka                   | Stát      | Hráčka                | WTA | Nasazení |
| ------------------------------------------------------------------------- | ------------------------ | --------- | --------------------- | --- | -------- |
| Švýcarsko                                                                 | Martina Hingisová        | Indie     | Sania Mirzaová        | 5.  | 1.       |
| Francie                                                                   | Caroline Garciaová       | Slovinsko | Katarina Srebotniková | 43. | 2.       |
| USA                                                                       | Bethanie Mattek-Sandsová | Česko     | Lucie Šafářová        | 49. | 3.       |
| Polsko                                                                    | Klaudia Jans-Ignaciková  | Slovinsko | Andrea Klepačová      | 72. | 4.       |
| Žebříček WTA k 13. dubnu 2015; číslo je součtem umístění obou členek páru |                          |           |                       |     |          |

### Jiné formy účasti
Následující páry obdržely divokou kartu do hlavní soutěže:
- Belinda Bencicová /  Simona Halepová
- Antonia Lottnerová /  Carina Witthöftová

## Přehled finále

### Ženská dvouhra
- Angelique Kerberová vs.  Caroline Wozniacká, 3–6, 6–1, 7–5

### Ženská čtyřhra
- Bethanie Matteková-Sandsová /  Lucie Šafářová vs.  Caroline Garciaová /  Katarina Srebotniková, 6–4, 6–3